# خطل تسمية الكلمات
خطل تسمية الكلمات هو نوع من الأخطاء اللغوية التي ترتبط بشكل شائع بالحبسة الكلامية، وتتميز بلفظ مقاطع أو كلمات أو عبارات غير مقصودة أثناء محاولة التحدث. تشيع الأخطاء اللغوية عند مرضى الحبسة الكلامية، ويمكن أن تكون في ثلاثة أشكال: صوتي أو حرفي أو لفظي.
يبدو أن هذا المصطلح ظهر على ما يبدو في عام 1877 على يد الطبيب الألماني الإنجليزي يوليوس ألتهاوس في كتابه عن أمراض الجهاز العصبي عندما قال: في بعض الحالات هناك غياب كامل أو أخطاء في الكلمات، والذي يمكن أن يسمى خطل تسمية الكلمات.

## الأسباب
يرتبط خطل تسمية الكلمات بحبسة كلامية تؤثر في القدرة على الكلام، وتتميز بإمكانية الكلام التلقائي بطلاقة وتشكيل الجمل الطويلة والاحتفاظ بالقدرات الصوتية. يحدث خطل تسمية الكلمات غالبًا بسبب أذية في المنطقة القشرية في الدماغ، ويلعب مكان الآفة الدور الأكثر أهمية في تحديد نوع الحبسة الكلامية وتطورها، ويمكن استخدام موقع الآفة لافتراض نوع أعراض الحبسة الكلامية التي ستحدث عند المريض. يمكن أن تحدث هذه الآفة نتيجة اضطرابات متنوعة مثل: خلل في الأوعية الدموية بسبب السكتة الدماغية مثلاً (السبب الوعائي مسؤول عن 80% من الحبسة الكلامية)، رضوض الرأس، الخرف، الأمراض التنكسية، التسمم، الاضطرابات الاستقلابية، الأمراض المعدية، والأمراض المزيلة للميالين، وغالبًا ما تتميز الآفات التي تصيب الفص الصدغي العلوي الخلفي بحدوث حبسة كلامية.

### الأضرار التي تلحق بمراكز اللغة في الدماغ
تحدث اضطرابات كلامية متنوعة عند إصابة منطقتين في الدماغ هما: باحة بروكا وباحة فيرنيكه، وتتميز كل منهما بخصائص مميزة. تتميز حبسة بروكا (الحبسة التعبيرية) بفقدان جزئي لإنتاج اللغة أو (الكلام التلغرافي)، إذ يحذف المريض حروف العطف وحروف الجر والأفعال المساعدة والضمائر والتصريفات النحوية كالجمع والفعل الماضي. ومن الشائع لدى هؤلاء المرضى استبدال الكلمات النادرة وتشويه الحروف الساكنة. يمكن أن يحتفظ المريض بالقدرة على نطق الكلمات العادية كالأسماء والأفعال والصفات. يدرك الأشخاص الذين يعانون من هذه الحبسة أخطائهم في الكلام، لأن الأضرار التي لحقت بمنطقة بروكا لا تؤثر على قدرة المصاب على فهم الكلام.
تتميز حبسة فيرنيكه بقدرة المصاب على التحدث بطلاقة ولكن دون فهم الكلام، فيستخدم كلمات مصطنعة أو غير ضرورية أو فقيرة بالمعنى، ويعاني هؤلاء من صعوبة فهم كلام الآخرين ولا يدركون أخطائهم، وإذا صُححت أخطاؤهم سيكررونها ويواجهون صعوبة في العثور على الكلمة الصحيحة.

## العلاج
يمكن تقليل نسبة كبيرة من الإعاقات اللغوية، بما في ذلك الأخطاء النحوية، من خلال التعافي التلقائي للوظيفة العصبية، ويحدث هذا غالبًا عند مرضى السكتة الدماغية في المرحلة الأولى التي تستمر لثلاثة أشهر بعد الشفاء. تتميز الآفات المرتبطة بالسكتات الدماغية الإقفارية أن لها وقت أقصر لحدوث الشفاء التلقائي (خلال أول أسبوعين عادة)، أما الآفات المرتبطة بالسكتات الدماغية النزفية فتتميز بفترة أطول للشفاء التلقائي (أربعة إلى ثمانية أسابيع)، وسواء حدث الشفاء التلقائي أم لا، يجب أن يبدأ العلاج فورًا بعد السكتة الدماغية، بإشراف معالج متخصص بالنطق أو أخصائي أمراض النطق.
اقترحت دراسة أجرتها ماري بويل عام 1988 طريقة تركز على استخدام القراءة الشفوية لعلاج خطل تسمية الكلمات، وحققت نجاحات جزئية، استمرت العلاجات لمدة 50 دقيقة لمرة واحدة أسبوعيًا، وقد ساهمت هذه الطريقة في تقليل حدوث مرات خطل التسمية ولكن مع معدل كلمات أقل.